# Doi Suthep
Il Doi Suthep (in thailandese: ดอยสุเทพ) è un monte ("doi") della Thailandia nord-occidentale, situato nella provincia di Chiang Mai. Appartenente all'Altopiano di Shan, il monte raggiunge un'altezza di 1.685 metri. Dista circa 10 chilometri da Chiang Mai, e sotto i mille metri la vegetazione è composta maggiormente da alberi caducifoglie.

## Geografia
Appartenente all'Altopiano di Shan, il Doi Suthep, con i suoi 1.685 metri di altezza, ne è una delle vette più importanti, assieme al Doi Luang Chiang Dao (2.175 metri) e al Doi Inthanon (1.850 metri).

## Tempio

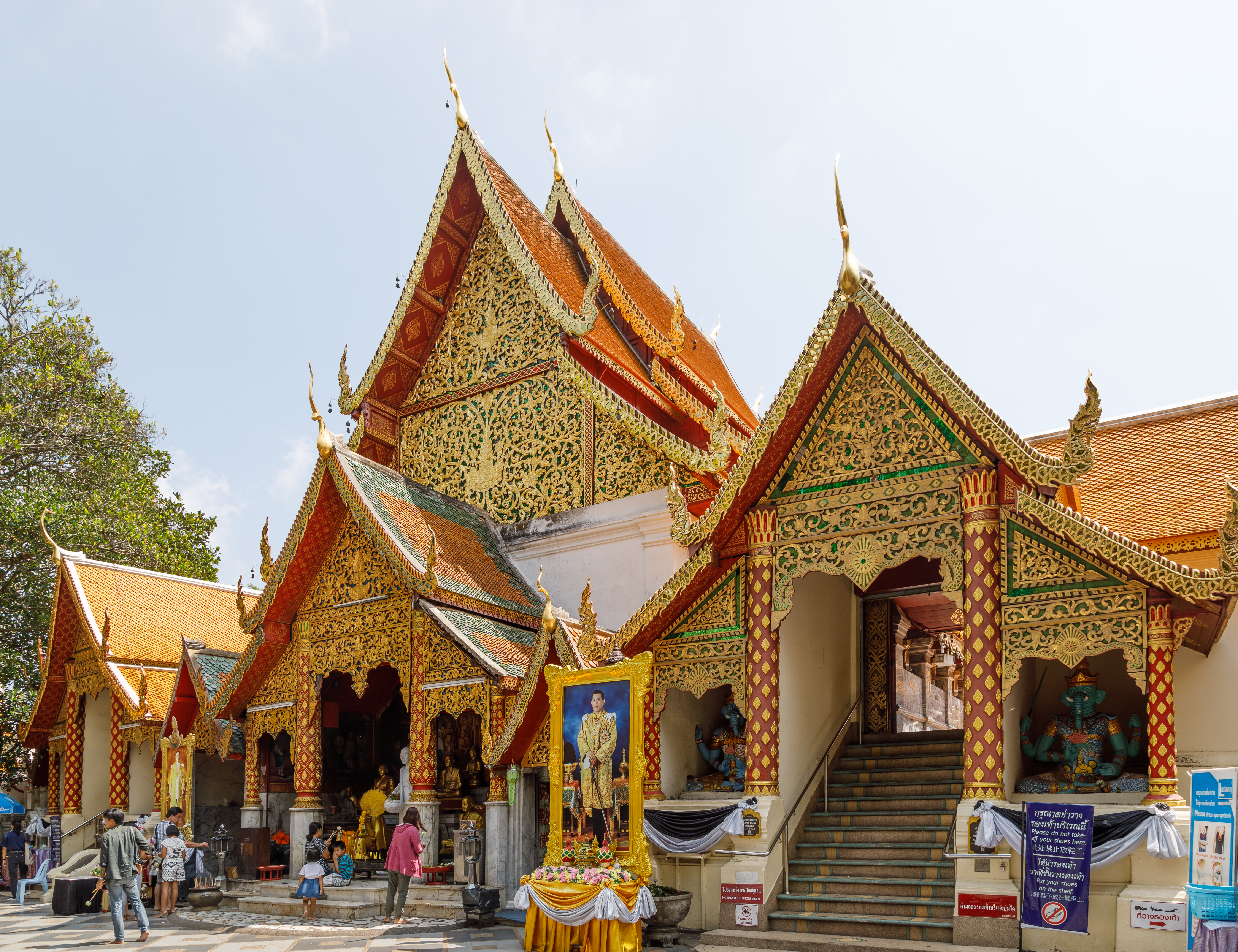
Il Wat Phrathat Doi Suthep

Il Wat Phrathat Doi Suthep è situato a circa 1.060 metri di altezza, sul monte Doi Suthep. Questo posto di culto buddhista risale al XIII secolo. È un luogo particolarmente importante per i devoti, ed una leggenda riguardante l'elefante bianco parla è correlata al tempio. Dal tempio è possibile avere una vista panoramica sulla città di Chiang Mai, situata ai piedi del monte.

## Parco Nazionale
Il Doi Suthep è locato nel Parco nazionale Doi Suthep Pui. Il parco fu istituito nel 1981 e comprende un'area di 261 km², ed oltre al Wat Phrathat Doi Suthep contiene anche altri edifici importanti, come il Palazzo Bhubing.
Il Doi Pui, l'altra vetta del massiccio, si trova nei pressi di una strada asfaltata, e la tribù Hmong risiede nei dintorni.

## Ambiente
Il responsabile del Parco Nazionale Doi Suthep Pui ha espresso, nel 2018, le sue preoccupazioni riguardanti la crescente quantità di rifiuti prodotti dai turisti che visitano il Wat Phrathat Doi Suthep, una meta importante per i devoti. L'acqua non trattata e rifiuti provenienti da oltre 300 negozi della zona minacciano l'ambiente della zona. Il pellegrinaggio annuale Vesak volto, verso il tempio, produce all'incirca 30 tonnellate di rifiuti.